# Melanie Eckhardt
Melanie Eckhardt (* 28. April 1975 in Wiener Neustadt) ist eine österreichische Politikerin der Österreichischen Volkspartei (ÖVP). Vom 17. Februar 2020 bis zum 6. Februar 2025 war sie Abgeordnete zum Burgenländischen Landtag.

## Leben

### Ausbildung und Beruf
Melanie Eckhardt besuchte nach der Unterstufe am Bundesgymnasium und Bundesrealgymnasium Mattersburg ab 1989 die Oberstufe am BORG Wiener Neustadt. 1991 begann sie eine Lehre zur Großhandelskauffrau, die sie 1994 mit der Lehrabschlussprüfung abschloss. Ein 2014 begonnenes Handelsmanagement-Studium an der FHWien der WKW schloss sie 2016 als Master of Science (MSc) ab. Ab 1995 arbeitete sie in der 1951 von ihrem Großvater gegründeten Bürstenerzeugung mit. Anfang 2000 übernahm sie den Betrieb von ihren Eltern und ist seitdem als Bürstenproduzentin tätig. Im Jänner 2020 wurde sie von Frau in der Wirtschaft (FiW) in der Kategorie Besondere unternehmerische Leistung ausgezeichnet.

### Politik
Eckhardt wurde 2015 Bezirksobfrau des Wirtschaftsbundes im Bezirk Mattersburg, von 2017 bis zur Gemeinderatswahl 2022 war sie Stadträtin in Mattersburg und ab 2018 war sie burgenländische Landesvorsitzende von Frau in der Wirtschaft. In der Wirtschaftskammer Burgenland ist sie Mitglied der Spartenkonferenz der Sparte Handel, in der Wirtschaftskammer Österreich (WKO) ist sie kooptiertes Mitglied im Bundesgremium des Markt-, Straßen- und Wanderhandels. Im Oktober 2019 wurde sie am Landesparteitag zur Landesparteiobmann-Stellvertreterin der ÖVP Burgenland gewählt.
Bei der vorgezogenen Landtagswahl im Burgenland 2020 kandidierte sie hinter Spitzenkandidat und Landesparteiobmann Thomas Steiner an zweiter Stelle der Landesliste sowie auf dem vierten Listenplatz im Landtagswahlkreis 3 (Mattersburg). Am 17. Februar 2020 wurde sie in der konstituierenden Sitzung der XXII. Gesetzgebungsperiode als Abgeordnete zum Burgenländischen Landtag angelobt. Im Landtag wurde sie Obfrau des Wirtschaftsausschusses, im ÖVP-Landtagsklub fungiert sie als Bereichssprecherin für Tourismus, Wirtschaft und Familie.
Anfang 2021 folgte ihr Petra Schumich als Landesvorsitzende von Frau in der Wirtschaft im Burgenland nach. Im Februar 2022 wurde Eckhardt als Nachfolgerin von Andrea Gottweis zur Landesvorsitzenden des Familienbundes Burgenland gewählt. Für die Landtagswahl 2025 wurde sie auf Platz sechs der ÖVP-Landesliste gereiht. Sie erhielt kein Mandat und schied nach der Wahl aus dem Landtag aus.